# Than Uyên (thị trấn)
Than Uyên là thị trấn huyện lỵ của huyện Than Uyên, tỉnh Lai Châu, Việt Nam.

## Địa lý
Thị trấn Than Uyên có vị trí địa lý:
- Phía bắc giáp xã Mường Than
- Phía đông giáp các xã Mường Than và Hua Nà
- Phía nam giáp các xã Hua Nà và Mường Cang
- Phía tây giáp các xã Mường Cang và Mường Than.

Thị trấn Than Uyên có diện tích 9,62 km², dân số năm 2009 là 5.482 người, trong đó có 2.760 nam và 2.722 nữ. Thị trấn Than Uyên là nơi giao nhau giữa quốc lộ 32 và quốc lộ 279. 

## Lịch sử
Thị trấn Than Uyên được thành lập vào ngày 15 tháng 11 năm 1991 trên cơ sở một phần diện tích và dân số của các xã Nà Cang và Mường Than. 

## Hành chính
Thị trấn được chia thành 10 khu phố: 1, 2, 4, 5A, 5B, 6, 7, 8, 9, 10